# Kuroda Kiyotaka
El Conde Kuroda Kiyotaka (黒田 清隆?  16 de octubre de 1840 - 23 de agosto de 1900), también conocido como Kuroda Ryōsuke (黒田 了介?), fue un político japonés de la era Meiji y segundo primer ministro de Japón desde el 30 de abril de 1888 hasta el 25 de octubre de 1889.

## Primeros años
Nació en una familia de samurái que servía al daimyō del clan Shimazu, en la localidad de Kagoshima, en la isla de Kyushu.
En 1862, Kuroda estuvo involucrado en el Incidente Namamugi, en donde los samurái de Satsuma mataron a un británico que se negó a detenerse en la procesión del daimyō. Esto condujo a la Guerra Anglo-Satsuma en 1863, en donde Kuroda tuvo una participación importante. Tras la guerra, fue a Edo, donde estudiaría artillería.
Al volver a Satsuma, Kuroda se convirtió en un miembro activo de la alianza Satchō (Satsuma-Chōshū), que buscaba el derrocamiento del shogunato Tokugawa. Posteriormente fue líder militar en la Guerra Boshin, y se hizo famoso por derrotar a Enomoto Takeaki, quien se había enfrentado a Kuroda en la batalla de Hakodate, años más tarde, y debido a la impresión causada en el combate, Kuroda pide que se perdone la vida de Enomoto quien había sido encarcelado.

## Carrera política
Tras la instauración del gobierno Meiji, Kuroda se convirtió en un diplomático que trataría el asunto de Karafuto, territorio reclamado por Japón y el Imperio ruso en 1870. Nervioso por la expansión rusa al este, Kuroda regresó a Tokio y pidió el rápido establecimiento de un asentamiento japonés en dicha región. En 1871 viajó a Europa y a los Estados Unidos por cinco meses y tras su regreso a Japón en 1872, fue el encargado de la colonización de Hokkaidō.
En 1874 fue nombrado director de la Oficina de Colonización de Hokkaidō, y organizó un plan de asentamiento tipo militar-colonialista en la isla en compañía de ex-samurái y soldados retirados que pudieran trabajar como granjeros y fuerzas militares locales. Fue promovido posteriormente a General de división en el Ejército Imperial Japonés. Kuroda invitó a expertos en agricultura de otros países (o-yatoi gaikokujin) que tuvieran un clima similar a Hokkaido, y con ellos aprendieron métodos de cosecha y producción exitosos en ese terreno.

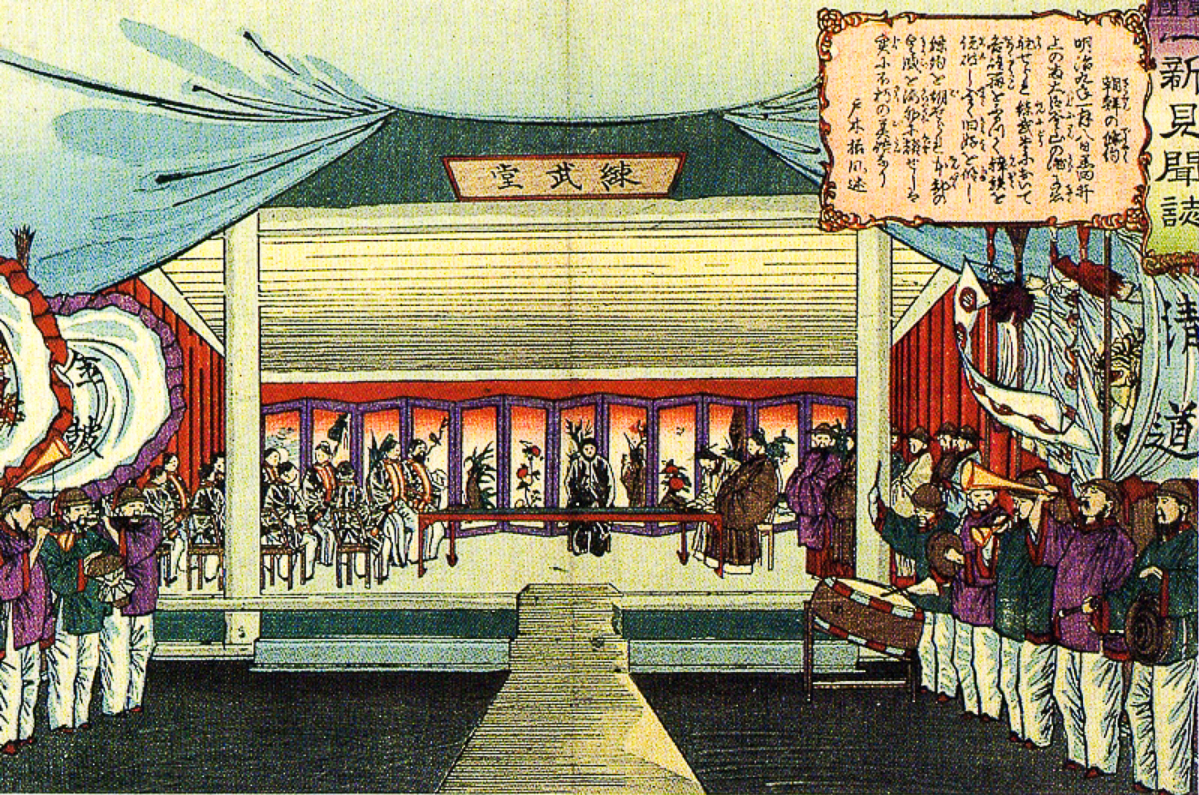
Firma del Tratado de Ganghwa en 1876.

Kuroda viajó a Corea en 1875 y negoció el Tratado de Ganghwa en 1876. Luego, en 1877 fue enviado como parte de la fuerza que reprimiría la Rebelión Satsuma. En 1878, se convirtió en líder del Satsuma han, tras el asesinato de Ōkubo Toshimichi.
Poco antes de abandonar su cargo en Hokkaido, Kuroda se convirtió en la figura central del escándalo de la Oficina de Colonización de Hokkaidō en 1881. 
Fue nombrado Ministro de Agricultura y Comercio en 1887.

## Primer ministro
Se convirtió en el segundo primer ministro de Japón, tras Itō Hirobumi en 1881. Durante su gobierno, coordinó la promulgación de la Constitución Meiji; sin embargo, estuvo involucrado en la controversia de los tratados desiguales, tuvo que renunciar en 1889 tras la publicación de la propuesta de parte de su ministro de exteriores Okuma Shigenobu.

## Últimos años
Fungió como Ministro de Comunicaciones en 1892, en el segundo gabinete de Itō. En 1895 se convirtió en un genrō, y presidente del Consejo Privado. Murió de una hemorragia cerebral en 1900.